# Ecuador tiene talento
Ecuador tiene talento fue un programa dominical de televisión ecuatoriano, que se transmitió por Ecuavisa. Está basado en el popular formato inglés Got Talent creado por Simon Cowell, que tiene sus propias versiones en otros países como España, Reino Unido, Suecia, Alemania, Chile y Argentina, entre otros. En esta versión ecuatoriana el programa es producido por José Romero y dirigido por Paco Cuesta.
Consta de un jurado calificador, cuyos miembros son los encargados de seleccionar personas con determinados talentos, de los que saldrá el ganador elegido por el público.

## Producción
El programa es parte de la franquicia de Got Talent, un concurso de talento británico creado por Simon Cowell que llevó a la fama a la escocesa Susan Boyle y que en su versión Alemana, Das Supertalent, lanzó a la fama al ecuatoriano Leo Rojas. Las audiciones se realizaron desde noviembre de 2011, durante tres meses, en las ciudades de Loja, Ibarra, Esmeraldas, Quito, Santa Elena, Guayaquil, Manta, Machala, Riobamba, Puyo, Cuenca, Ambato y Quevedo y convocó a más de 7000 personas mayores de 7 años de edad, entre los que solo fueron elegidos 350 concursantes. El premio para el ganador del concurso es de $20.000,00. Se estrenó el 25 de marzo de 2012 a las 20:30 en conmemoración a los 45 años de Ecuavisa que hará su transmisión por primera vez en Alta Definición (HD).

## Formato
Durante el programa, los participantes demuestran su destreza en diversas disciplinas en un tiempo límite de dos minutos. Mientras dura la actuación, los miembros del jurado deciden el paso del concursante a la siguiente etapa; si alguno de los miembros del jurado considera que el concursante debe detener su presentación, tiene la oportunidad de accionar un botón que enciende una cruz roja y una alarma. Si todos los miembros del jurado presionan el botón, el participante queda automáticamente eliminado, retirándose del concurso. A partir de ello, si no se ha detenido, el jurado evalúa si merece continuar en la competencia, dando un voto afirmativo o negativo.

## Temporadas

### Temporada 1 (2012)
La primera temporada de "Ecuador tiene talento" empezó el 25 de marzo de 2012. Los jurados de aquella temporada fueron Diego Spotorno, actor; Karla Kanora, cantante; y Jaime Enrique Aymara, cantante. Los presentadores fueron Nicolás Espinoza, participante del reality "Escuela de famosos" y cantante, junto a Bianca Salame, modelo y presentadora. El ganador fue el quiteño Luis Castillo, comediante.

### Temporada 2 (2013)
La segunda temporada del programa empezó el 30 de junio de 2013. Los jurados de aquella temporada fueron Diego Spotorno, quien ya había participado como tal en la primera edición del programa, a quien se integran Paola Farías, actriz; María Fernanda Ríos, diseñadora de moda y actriz; y Wendy Vera, cantante, compositora y productora musical. Los presentadores esta vez fueron Jonathan Estrada y Henry Bustamante. El ganador de esa temporada fue el mantense José Fernando Lara, cantante.

### Temporada 3 (2014)

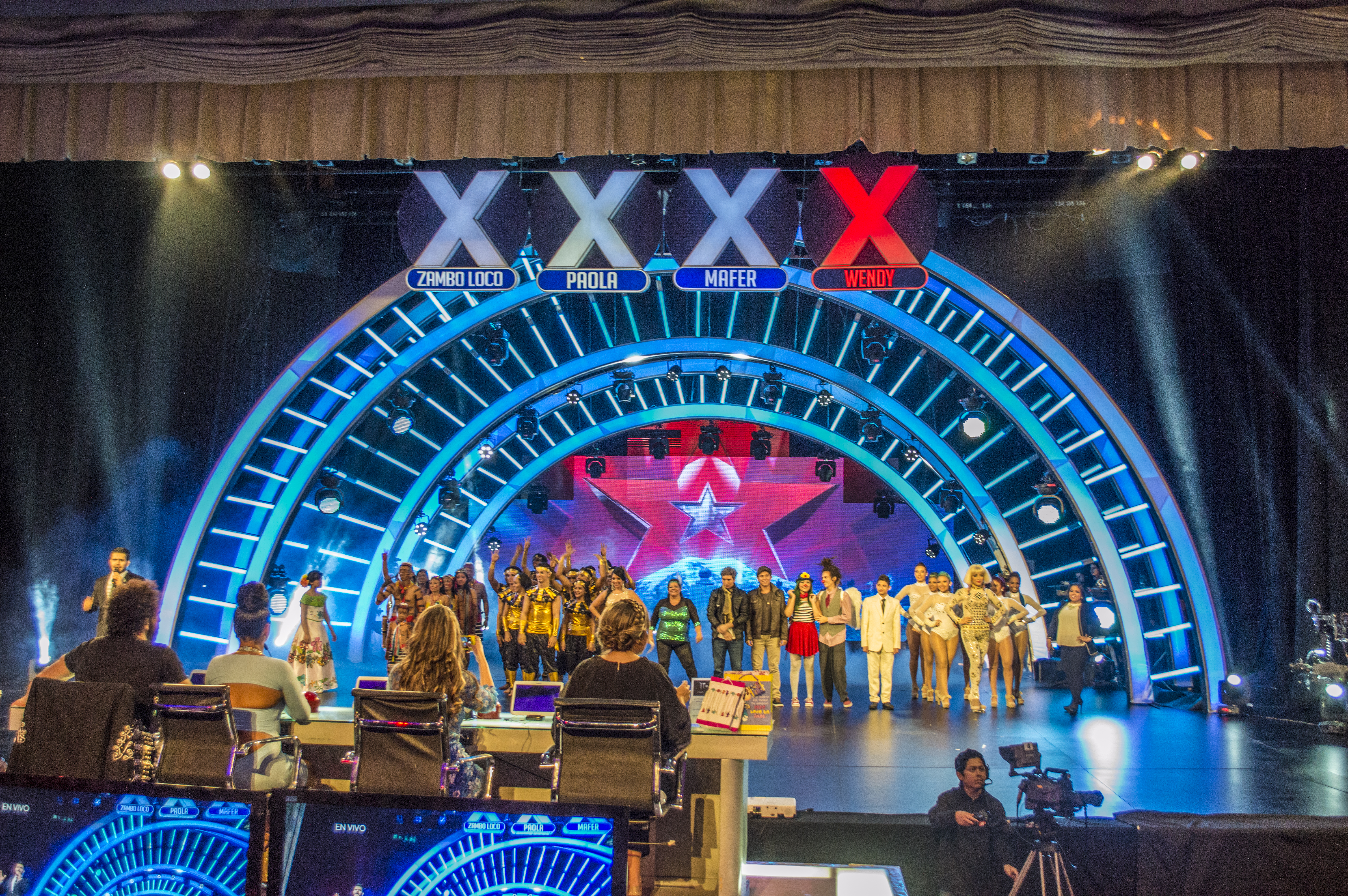
Primeros Semifinalistas de Ecuador Tiene Talento 2014.

La tercera temporada de Ecuador tiene talento empezó el 17 de agosto de 2014 y contó con más de 5000 asistentes a las audiciones. Los jurados esta vez fueron Paola Farías, María Fernanda Ríos, Wendy Vera y Fabrizio Ferretti, presentador de televisión. El presentador del programa fue Jonathan Estrada. Los ganadores de la temporada fueron los hermanos Ledesma, ambateños cantantes de pasillo.

### Temporada 4 (2015)
La cuarta temporada de Ecuador tiene talento se estrenó el 16 de agosto de 2015. Esta temporada el reality fue dirigido por Guadalupe Loor y contó como jurado durante la primera parte de la misma con María Fernanda Ríos, Wendy Vera, Paola Farías  (repitentes) y la incorporación de Fernando Villarroel, actor y comediante. María Fernanda Ríos fue removida del programa luego de la fase de Duelos debido a la postura demostrada en los diferentes espacios de interacción social luego de la polémica suscitada con respecto a sus críticas a una joven concursante en el transcurso de las audiciones, mientras que Paola Farías y Wendy Vera, que también se vieron involucradas, sí se mantuvieron dentro del programa. Jonathan Estrada se mantuvo en la conducción del programa. El ganador de esta temporada fue el cantante lojano Christian Loaiza.

### Temporada 5 (2016)
Durante la primera semifinal de la cuarta temporada, el conductor Jonathan Estrada aseguró que en el 2016 habría una quinta temporada. Esta desarrolló su etapa de audiciones en nueve ciudades del país, siendo los jueces del programa Wendy Vera y Paola Farías, ambas en su cuarta ocasión, Fernando Villarroel, que repite de la temporada anterior y Carolina Jaume, que debuta remplazando a María Fernanda Ríos. 
En la recta final de la temporada se retira Wendy Vera y en su lugar entra Francisco Pinoargotti. En la final fueron separadas Paola Farías y Carolina Jaume debido a conflictos generados en la quinta semifinal en vivo, dejando  a Villarroel y  Pinoargotti como únicos jueces en la final.
El ganador de esta temporada fue la agrupación de caninos CRAC, del grupo de adiestramiento de la Policía de Pedernales, Manabí.

### Temporada 6 (2017)
En mayo de 2017 se anunciaron en el programa En contacto los nuevos jurados de la sexta temporada del reality Lila Flores, Ángelo Barahona, Carolina Aguirre y Martín Guerrero. Jonathan Estrada se mantuvo en la conducción del programa. El ganador de esta temporada fue el grupo de guitarra Juventud Bolivarense, de la provincia de Bolívar.

## Programas relacionados

### Estrellas y estrellados
Es un espacio que se estrenó el 26 de marzo de 2012 en su primera temporada y el 1 de julio de 2013 en su segunda temporada, a las 08h30 durante el programa En contacto y mostraba las reacciones de cada concursante durante la semana, además de resúmenes de los episodios de la primera y segunda temporada de Ecuador tiene talento, y fue conducido por Diego Spotorno y Henry Bustamante.

### Locos por el talento
Programa que presentaba resúmenes semanales de los episodios de "Ecuador tiene talento" durante su tercera temporada. Sus conductores fueron Michela Pincay, Erick Mujica, Henry Bustamante y Evelyn Vanessa Calderón.

### ETT Play
Fue un programa alojado en el sitio web de Ecuavisa, conducido por Michela Pincay, que presentaba entrevistas y clips detrás del telón durante las presentaciones oficiales de las semifinales y final de la tercera temporada del programa.